# براون (لاعب كريكت)
براون (1790 بإنجلترا في المملكة المتحدة - )  (بالإنجليزية: Brown)‏ هو لاعب كريكت بريطاني. لعب مع نادي مارليبون للكريكت ‏.